# Ун-Ампъюган
Ун-Ампъюган или Ун-Амп-Юган — река в России, протекает по Ханты-Мансийскому АО. Устье реки находится в 145 км по правому берегу реки Вогулки. Длина реки — 56 км, площадь водосборного бассейна — 557 км².

## Притоки
- 12 км: Войлойтеюган
  - Ай-Ампъюган
- 14 км: Исьюган лв
  - Ай-Полом пр
- 23 км: Момехотъюган пр
  - Ил-Момехотсоим
  - Нум-Момехотсоим
- 38 км: Ил-Ампъюган лв
- 42 км: Нум-Ампъюган лв

## Данные водного реестра
По данным государственного водного реестра России относится к Нижнеобскому бассейновому округу, водохозяйственный участок реки — Северная Сосьва, речной подбассейн реки — Северная Сосьва. Речной бассейн реки — (Нижняя) Обь от впадения Иртыша.